# Rustam Ajmétov
Rustam Ajmétov (Unión Soviética, 17 de mayo de 1950) fue un atleta soviético especializado en la prueba de salto de altura, en la que consiguió ser medallista de bronce europeo en 1971.

## Carrera deportiva
En el Campeonato Europeo de Atletismo de 1971 ganó la medalla de bronce en el salto de altura, con un salto por encima de 2.20 metros, siendo superado por el también soviético Kęstutis Šapka y el rumano Csaba Dosa, ambos también con 2.20 metros pero en menos intentos.